# Patrick Mtiliga
Patrick Jan Mtiliga (Copenhague, 29 de enero de 1981) es un exfutbolista profesional danés, con orígenes en Tanzania, cuyo último club fue el FC Nordsjaelland de la Superliga de Dinamarca. Jugaba de defensa, normalmente en el lateral izquierdo. Ha jugado nueve partidos con la selección danesa sub-21 y ha marcado un gol.

## Biografía
Nacido en Copenhague, Mtiliga empezó a jugar al fútbol en el club Copenhague Boldklubben 1893 (B 93) como juvenil. Se desempeñó inicialmente como delantero o centrocampista ofensivo. Debutó con la selección danesa sub-17 en agosto de 1997 jugando un total de 28 partidos y anotando cuatro goles. Hizo su debut en el primer equipo del B 93 en la Superliga danesa en la temporada 1998-99. Después de 13 partidos de liga con el club, se trasladó al extranjero para jugar en el club holandés Feyenoord de Róterdam en la Eredivisie en el verano de 1999.
Inicialmente fue cedido al Excelsior Rotterdam, por entonces un equipo satélite del Feyenoord, equipo de la parte baja de la liga Eerste Divisie por un período indefinido de tiempo. Jugó un total de 4 temporadas y media en el Excelsior, contribuyendo al ascenso a la Eredivisie en la temporada 2001-02, a pesar de que descendieron de nuevo en la temporada siguiente. En la temporada 2003-04, ya titular indiscutible, jugó 23 partidos. A mediados de la temporada, regresó al Feyenoord, donde terminó la temporada jugando 11 partidos en la Eredivisie.
Al año siguiente, su carrera con el Feyenoord se detuvo. En su primera temporada completa en el club, solo jugó once partidos de liga. En la temporada 2005-06, Mtiliga sufrió una grave lesión. En agosto de 2006, fichó por el NAC Breda. Firmó un contrato de un año, con una opción de dos años adicionales si tanto él como el club llegaban a un acuerdo.
El 27 de junio de 2009 firmó un contrato de 2+1 años con el Málaga CF.
El 24 de enero de 2010 sufrió una fractura de los cartílagos de la nariz que le produjo el delantero portugués del Real Madrid Cristiano Ronaldo.
El 30 de junio de 2011 se oficializa el fin del contrato con el Málaga CF y ficha por el FC Nordsjælland de Dinamarca.

## Trayectoria
| Temporada | Club            | P.Jugados | Goles | Competición      |
| --------- | --------------- | --------- | ----- | ---------------- |
| 1998/99   | B.93            | 13        | 0     | Danish Superliga |
| 1999/00   | Excelsior       | 35        | 11    | Eerste Divisie   |
| 2000/01   | Excelsior       | 32        | 6     | Eerste Divisie   |
| 2001/02   | Excelsior       | 32        | 4     | Eerste Divisie   |
| 2002/03   | Excelsior       | 35        | 4     | Eredivisie       |
| 2003/04   | Excelsior       | 26        | 5     | Eerste Divisie   |
| 2003/04   | Feyenoord       | 11        | 0     | Eredivisie       |
| 2004/05   | Feyenoord       | 15        | 0     | Eredivisie       |
| 2005/06   | Feyenoord       | 0         | 0     | Eredivisie       |
| 2006/07   | NAC Breda       | 24        | 2     | Eredivisie       |
| 2007/08   | NAC Breda       | 33        | 0     | Eredivisie       |
| 2008/09   | NAC Breda       | 34        | 0     | Eredivisie       |
| 2009/10   | Málaga CF       | 24        | 0     | Liga BBVA        |
| 2010/11   | Málaga CF       | 23        | 0     | Liga BBVA        |
| 2011/     | FC Nordsjælland | 0         | 0     | Danish Superliga |
| TOTAL     | TOTAL           | 316       | 32    |                  |